# Eutrichosiphum blackmani
Eutrichosiphum blackmani är en insektsart. Eutrichosiphum blackmani ingår i släktet Eutrichosiphum och familjen långrörsbladlöss. Inga underarter finns listade i Catalogue of Life.